# アクシコ
株式会社アクシコ（英:AXICO,INC.）は、日本の広告制作会社。本社は東京都千代田区神田錦町に置く。

## 概要
商品特性に合わせた広告媒体を開拓し販促支援の企画・制作を行う。「ルートメディア」に特化したITセールス・プロモーションを行う会社である。

## 沿革
- 1994年（平成6年）11月30日 - 株式会社エクシープロジェクトを設立[2]。
- 2001年（平成13年）- 株式会社アクシコに商号変更[2]。
- 2002年（平成14年）7月1日 - 日本証券業協会グリーンシート銘柄に指定[2]。
- 2007年（平成19年）- アルファ・トレンド・ホールディングス（現・日本産業ホールディングズ）の子会社となる。
- 2008年（平成20年）2月 - アルファ・トレンド・ホールディングスの持分法適用会社へ異動となる。
- 2009年（平成21年）8月 - サイネージ広告媒体協議会を設立[2]。
- 2011年（平成23年）8月30日 - 日本証券業協会グリーンシート銘柄の指定取り消し。